# Roger Åkerström
Jan Roger Åkerström, född 5 april 1967 i Överkalix, uppvuxen i Luleå, är en svensk före detta ishockeyspelare (back) och ishockeytränare.
Roger är far till ishockeyspelaren Simon Åkerström, som också är back.

## Ishockeykarriär

### Som spelare
1996 tog han SM-guld och 1997 tog han SM-silver med Luleå HF. Åren 1998–2005 var Roger Åkerström lagkapten i samma klubb.
Han har även spelat i svenska landslaget och vunnit ett VM-silver 1993 i Tyskland.
5 januari 2017 fick han sin tröja med nummer 28, upphängd i Coop Norrbotten Arena, innan en match mot Karlskrona HK.

#### Åkerströms rekord
- Han har spelat flest säsonger i Luleå HF genom tiderna, 19 säsonger.
- Under säsongen 2006/2007 blev han den som spelade flest matcher (inklusive slutspel) i Luleå HF, genom tiderna; 792 matcher. Åkerström har spelat flest säsonger i Luleå HF genom tiderna, 20 säsonger. Jan Sandström slog dock senare rekordet med 793 matcher, i en match mot HV71 den 9 januari 2016.
- Han var den som spelade flest elitseriematcher (inklusive slutspel) genom tiderna, 911 matcher, fram tills Mikael Håkanson passerade honom under säsongen 2011/2012.
- Han är den äldsta som spelat i Luleå HF genom tiderna, och spelade sin sista match för klubben den 12 mars 2007, då laget spelade kvartsfinalserien mot Linköpings HC och åkte ut efter den matchen. Då var Roger 39 år, 11 månader och 1 vecka gammal.

### Som lagledare/tränare
Säsongen 2007/2008 blev han lagledare för Luleå Hockey och bildade "Roger-trion", tillsammans med dåvarande LHF-tränare Roger Kyrö och Roger Rönnberg. Säsongerna 2010/2011-2013/2014 var Åkerström även assisterande tränare i Luleå Hockey.